# 能高南峰
能高南峰（意為「矮箭竹之山」），又稱能高山南峰，是台灣中央山脈主脊中北段的著名高山能高山的最高峰，標高3,349公尺，台灣百岳排名第43、也是「十峻」之一，位於花蓮縣秀林鄉文蘭村與南投縣仁愛鄉親愛村之間，附近接連能高主山、光頭山等山。